# Litania loretańska
Litania loretańska (łac. Litaniae Lauretanae) – litania katolicka na cześć Matki Bożej. Po wstępnym błaganiu, skierowanym do Trójcy Świętej, następują krótkie wezwania do Matki Bożej, w których uwydatnione są Jej szczególniejsze cnoty. Od wezwania „Różo duchowna” rozpoczyna się szereg chwalebnych tytułów, które określają kolejno, jak była wyobrażana, kim jest dla wiernych i jakie stanowisko zajmuje w Królestwie niebieskim. Użycie litanii loretańskiej w ramach nabożeństw paraliturgicznych zatwierdzone jest przez Stolicę Apostolską i uposażone licznymi odpustami.
Litania loretańska nazywana jest także litanią do Najświętszej Maryi Panny. Przymiotnik „loretańska” w nazwie Litanii pochodzi od włoskiego miasta Loretto, gdzie w bazylice, zgodnie z podaniami, znajduje się, przewieziony z Nazaretu, domek Świętej Rodziny, w którym mieszkała Matka Boża i w którym objawił się jej archanioł Gabriel. Litania do Najświętszej Maryi Panny była tam szczególnie propagowana i odmawiana. Nie narodziła się jednak w Loretto. Źródła podają, że powstała już w XII wieku we Francji, lecz pierwsza wersja nie zachowała się. Pośród licznych schematów litanii maryjnych utrwalił się właśnie ten, który był używany od pierwszej połowy XVI wieku w Loretto. Stąd nazwa litania loretańska. W 1587 papież Sykstus V związał z jej odmawianiem przywilej 200 dni odpustu. Określenie „Litania loretańska” stosowane było częściej od 1575, kiedy to dyrektor chóru w Loreto, Costanzo Porta  skomponował najstarsze znane opracowanie muzyczne litanii na 8 głosów (Litaniae deiparae Virginis Mariae octo vocum). Mnożące się litanie i wezwania, często posiadające szkodliwe elementy, doprowadziły do zniesienia przez papieża Klemensa VIII w 1601 wszystkich litanii z wyjątkiem litanii loretańskiej i Litanii do Wszystkich Świętych. Natomiast w 1631 zakazano wprowadzania wszelkich zmian w litanii bez zezwolenia Stolicy Apostolskiej, co bezpośrednio wpłynęło na jej ujednolicenie i upowszechnienie. 
Dużą rolę w propagowaniu Litanii odegrały zakony katolickie, m.in. dominikanie, kapucyni, karmelici, a poza Kościołem katolickim, mariawici. 
Litanie oraz 7 psalmów pokutnych od najdawniejszych czasów Kościoła w połączeniu z pacierzami kapłańskimi odmawiano przy nabożeństwie publicznym.
Za odmówienie Litanii loretańskiej można uzyskać odpust cząstkowy po spełnieniu określonych warunków.

## Nowe wezwania – chronologia
Z czasem za pozwoleniem Stolicy Apostolskiej wprowadzane były nowe wezwania: 
- w 1675 – Królowo Różańca Świętego (wprowadzone tylko dla bractw różańcowych);
- w 1846 – dla diecezji mechlińskiej Królowo bez zmazy pierworodnej poczęta[1], rozszerzone na cały Kościół w 1854 (w 1856 udzielono przywileju diecezji kolońskiej odmawiania go jako pierwszego);
- w 1883 – Inwokacja Królowo Różańca Świętego została włączona na stałe do Litanii przez Leona XIII, na prośbę generała zakonu dominikanów[4][5];
- w 1903 – Matko Dobrej Rady[1];
- w 1917 – Królowo Pokoju[1];
- 12 października 1922 – oficjalnie zatwierdzono wezwanie Królowo Korony Polskiej (odmawiane w Polsce przynajmniej od 1656 roku, a po II wojnie światowej zmienione na Królowo Polski)[2];
- w 1950 – Królowo Wniebowzięta[1];
- w 1954 po ogłoszeniu święta Maryi Królowej Świata, w niektórych kościołach przyjęto wezwanie Królowo świata;
- w 1980 – Matko Kościoła[1];
- w 1983 – Matko sprawiedliwości i miłości społecznej (stosowane od 1983 r. tylko w archidiecezji katowickiej za zgodą papieża)[6];
- 31 grudnia 1995 r. papież Jan Paweł II wprowadził wezwanie Regina Familiae (Królowo rodziny). W tłumaczeniu na język polski zostało podane: Królowo rodzin[6];
- w diecezji zamojsko-lubaczowskiej, od pierwszych lat XXI w. za zgodą Stolicy Apostolskiej, po wezwaniu Matko Zbawiciela dodaje się Matko Odkupiciela – jako patronki diecezji[7][8];
- w 2014 Stolica Apostolska zatwierdziła wezwanie Matko Miłosierdzia w polskiej wersji litanii[9] (w niektórych kościołach na końcu dodaje się ponadto wezwanie Królowo świata[10], jednak oficjalny tekst litanii nie zawiera go)[6];
- 20 czerwca 2020 roku Stolica Apostolska zatwierdziła dla całego Kościoła trzy nowe wezwania Litanii Loretańskiej: Mater Misericordiae, Mater spei oraz Solacium migrantium[11];
- 28 sierpnia 2020 roku KEP zatwierdziła polskie tłumaczenie trzech nowych wezwań litanii loretańskiej. Będą odtąd brzmiały w języku polskim Matko miłosierdzia (po Matko Kościoła), Matko nadziei (po Matko łaski Bożej), Pociecho migrantów (po Ucieczko grzesznych)[12].

W 1906 roku w Kościele Katolickim Mariawitów zostały wprowadzone dwa wezwania Matko Nieustającej Pomocy i Królowo Mariawitów.